# 徐德清
徐德清（1963年7月—），四川崇州人，中国人民解放军上将。

## 人物履历
曾任处长、旅政委、师政委，第13集团军政治部副主任。2010年，任云南省军区西双版纳军分区政委。2013年4月－2015年，担任中国人民解放军成都军区第13集团军副政委。2014年7月晋升少将军衔。2015年8月－2017年，担任兰州军区第47集团军政委。2017年3月，担任第71集团军政委职务。2018年4月，调任西部战区陆军政治委员。2019年6月，晋升中将军衔。2022年1月，升任中部战区政治委员，晋升上将军衔。
2017年9月6日，在解放军党代表大会上选举为出席中共十九大代表。